# Arctolamia
Arctolamia is een kevergeslacht uit de familie van de boktorren (Cerambycidae). De wetenschappelijke naam van het geslacht werd voor het eerst geldig gepubliceerd in 1888 door Gestro.

## Soorten
Arctolamia omvat de volgende soorten:
- Arctolamia cruciata Hüdepohl, 1990
- Arctolamia fasciata Gestro, 1891
- Arctolamia fruhstorferi Aurivillius, 1902
- Arctolamia luteomaculata Pu, 1981
- Arctolamia strandi Breuning, 1936
- Arctolamia villosa Gestro, 1888